# Tisbe varipes
Tisbe varipes is een eenoogkreeftjessoort uit de familie van de Tisbidae. De wetenschappelijke naam van de soort is voor het eerst geldig gepubliceerd in 1974 door Marcus.